# Blaufränkisch

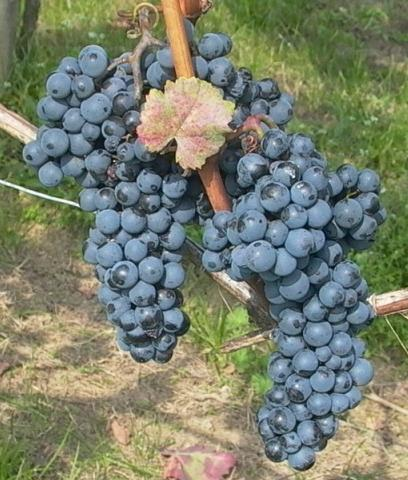
Un racimo de blaufränkisch.

La blaufränkisch es una variedad de uva de piel oscura usada para hacer vino tinto. La blaufränkish es una variedad de maduración tardía. Produce vinos tintos que normalmente son ricos en taninos y que pueden exhibir un pronunciado carácter picante.
La uva crece en Centroeuropa, incluyendo Austria, República Checa (en particular la región del sur de Moravia, donde se la conoce como frankovka), Alemania, Eslovaquia (donde es conocida como frankovka modrá), Croacia (donde es conocida como frankovka), Eslovenia (conocida como modra frankinja) e Italia (donde es conocida como franconia). En Hungría la uva es llamada kékfrankos (o también blue frankish) y crece en cierto número de regiones vinícolas, incluyendo Sopron, Villány, Szekszárd y Eger (donde es el principal ingrediente del famoso vino tinto conocido como egri bikavér, que significa sangre de toro, siendo reemplazada a menudo por la uva kadarka). Se le ha llamado "la pinot noir del este", por su reputación en Europa del Este. En América esta uva crece en Idaho, en el Estado de Washington y en la región de los lagos Finger del Estado de Nueva York, donde, al igual que en Alemania, es conocida como lemberger, blauer limberger o blue limberger.
El perfil de ADN ha mostrado que la blaufränkisch es un cruce entre la gouais blanc (weißer heunisch) y de una uva de la variedad frankish no identificada. Es posible que esa frankish sea la blauer silvaner.
Durante mucho tiempo, antes del uso de los análisis de ADN, se creyó erróneamente que la blaufränkisch era una mutación de la variedad gamay, debido a ciertas similitudes en su morfología y, posiblemente, debido a que en Bulgaria recibe el nombre de gamé.
El nombre alemán lemberger deriva del hecho de que fue importada a Alemania en el siglo XIX desde Limberg, en la Baja Estiria, en la actual Eslovenia y en el entonces imperio Austro-Húngaro. Existe constancia de una exportación realizada en 1877 desde Lembergerreben hacia Alemania. La denominación casi idéntica de limberger se refiere al pueblo de Limberg, en el gemeinde Maissau, en la Baja Austria, donde a finales del siglo XIX se vendían las "vides Limberg Blaufränkisch sin injertar" (wurzelechte Limberger Blaufränkisch-Reben).
El Estado de Washington es una de las pocas regiones vinícolas de Estados Unidos que tiene plantaciones significativas de lemberger. Las uvas de este vino de Washington crecen sobre todo en el Takima Valley, pero también en la Península Olímpica. También crecen pequeñas cantidades de lemberger en Nueva Jersey, Idaho, el Estado de Nueva York, Colorado, Ohio y Virginia.

## Historia

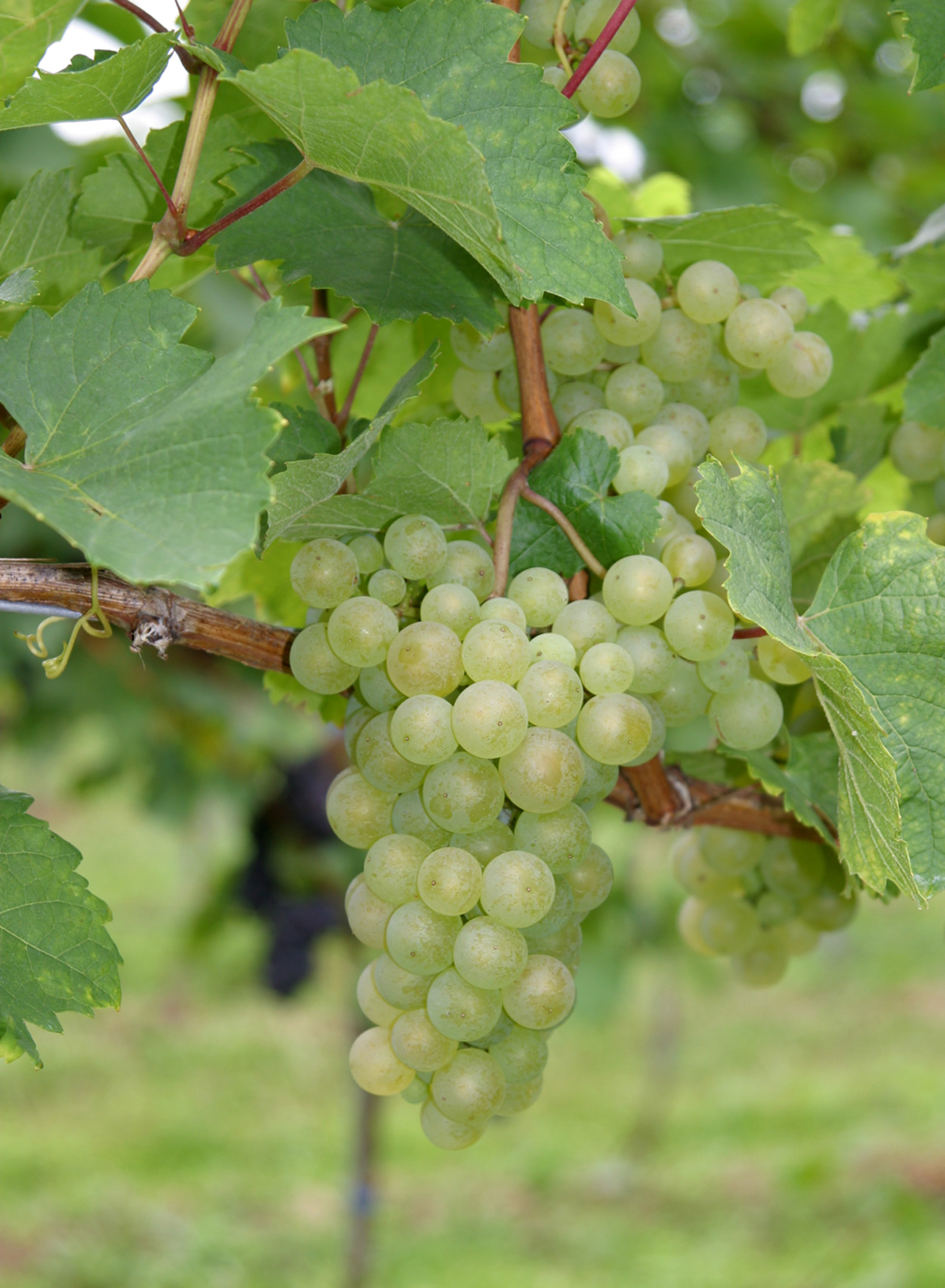
Los análisis de ADN han mostrado que la blaufränkisch es un cruce entre la gouais blanc (en la foto) y otra variedad desconocida.

Aunque la primera aparición oficialmente documentada de la blaufränkisch fue en 1862, cuando fue incluida en una exposición viticultural en Viena, Austria, parece que la uva es mucho más antigua, y quizás se remonta a la Edad Media, cuando era conocida con varios sinónimos de fränkisch.
El término fränkisch proviene de Franconia, una región vitícola alemana que ocupa el noroeste de Baviera, parte de Heilbronn-Franken, en el estado de Baden-Wurtemberg, y la parte sur de Turingia. 
Durante la Edad Media, el vino de esta región era muy apreciado y las uvas que se trajeron fueron capaces de producir vinos de calidad superior llamados fränkisch, para distinguirlos de los vinos de uvas hunninc, que eran más baratos. Desde este periodo hasta la década del 1900, la blaufränkisch creció en la región.
A pesar de que está estrechamente relacionada con la región alemana de Franconia, los ampelógrafos creen que la uva pudo haberse originado en algún lugar de Dalmacia, entre Austria y Hungría. Basan sus creencias en la proliferación de sinónimos originados en estas áreas, así como en las evidencias de los análisis de ADN que muestran que la antigua uva de vino húngara kékfrankos era, de hecho, la blaufränkisch, y que la gouais blanc (weisser heunisch) y una uva desconocida son parientes de la variedad blaufränkisch. A pesar de su nombre francés, se ha especulado que la gouais blanc tuviese sus orígenes en Europa del Este, pudiendo derivar el término "heunisch" de la palabra "huns" (en español, hunos), y las gouais blanc es una pariente confirmada de otra uva de vino antigua denominada furmint, aunque últimamente el lugar exacto de nacimiento de la gouais blanc y de la blaufränkisch es desconocido.

## Viticultura

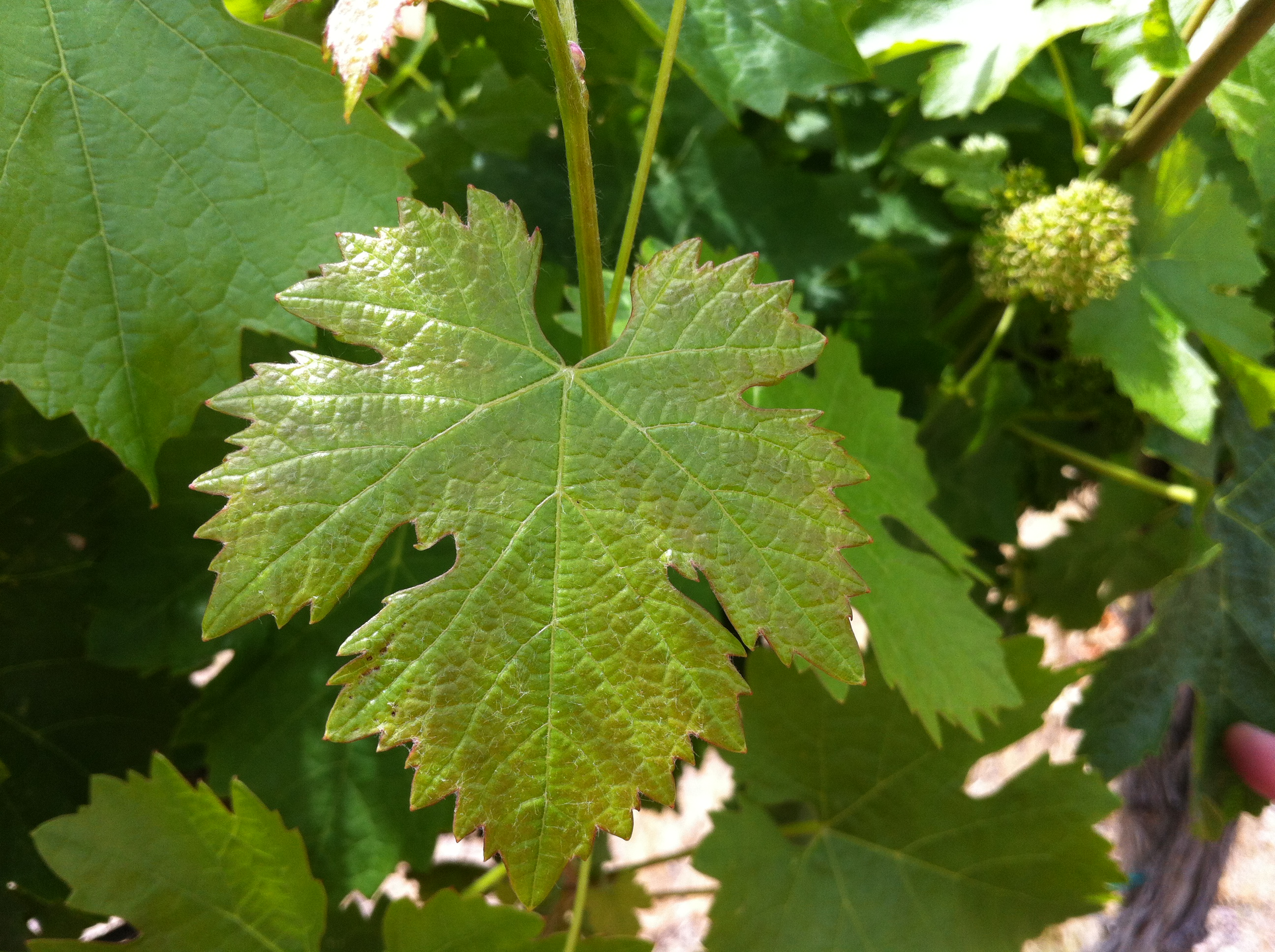
Una hoja de blaufränkisch en el viñedo de Red Willow, Estado de Washington.

La vid blaufränkisch es conocida como una variedad que brota temprano y que puede ser susceptible a la helada de comienzos de la primavera. Es una vid de maduración tardía y tiende a plantarse en viñedos de zonas cálidas. Entre los riesgos de su viticultura está el ser especialmente propensa al moho y al míldiu peludo.
La blaufränkisch se considera una vid altamente productiva capaz de producir altos rendimientos fácilmente. En algunas partes de Europa es habitual que se cosechen unos 100 hectolitros por hectárea. En cualquier caso, una siega excesiva puede producir vinos con notas muy herbáceas.

## Regiones vinícolas
Hoy se planta blaufränkisch en todo el mundo, desde Japón, los Estados Unidos y Australia a Alemania, Hungría y Austria.

### Austria

La blaufränkisch crece ampliamente en la región de Burgenland, al este de Austria.

Es posible que la blaufrankisch, o alguna precursora similar, fuese cultivada en las regiones de la actual Austria (Baja Austria y Burgenland) en el siglo X. En su publicación de 1777 Beschreibung der in der Wiener Gegend gemeinen Weintrauben-Arten, el ampelógrafo Sebastian Helbling contó a esta variedad entre una de las mejores variedades de uva tinta de la Baja Austria y la llamó schwarze fränkische.
Actualmente, la blaufrankisch de Austria es la segunda variedad de uva tinta más importante después de la zweigelt, con 3,340 hectáreas plantadas, lo que representaba el 6% de todas las plantaciones austríacas en 2008. La inmensa mayoría de estas plantaciones están en la región de Burgenland, en el este de Austria. Es muy común en Mittelburgenland, con 1,194 hectáreas plantadas en 2008, por lo que esta área que ha recibido a veces el apodo de "Blaufränkischland". Mittelburgenland está considerado ideal para la uva debido a los vientos secos y cálidos que vienen del este a través de la Llanura Panónica, y por encontrarse refugiada por las colinas del norte, sur y oeste de la región.
Fuera de Burgenland, hay 807 hectáreas de blaufränkisch plantadas en la región de Neusiedlersee y 962 hectáreas en la región de Neusiedlersee-Hügelland, en la zona montañosa que bordea el lago Neusiedl. Los vinos producidos en esta región, influenciados por el clima cálido y moderado del lago, tienden a ser, como describe el experto en vino Jancis Robinson "más ricos y con más cuerpo", mientras que los suelos arcillosos de los viñedos al sur de lago, en Südburgenland, tienden a producir vinos con notas más picantes.
En la zona de Carnuntum, entre Viena y Neusiedlersee, los suelos de pizarra de la ciudad de Spitzenberg también albergan plantaciones de blaufränkisch.

#### Districtus Austriae Controllatus y estilos de vinos

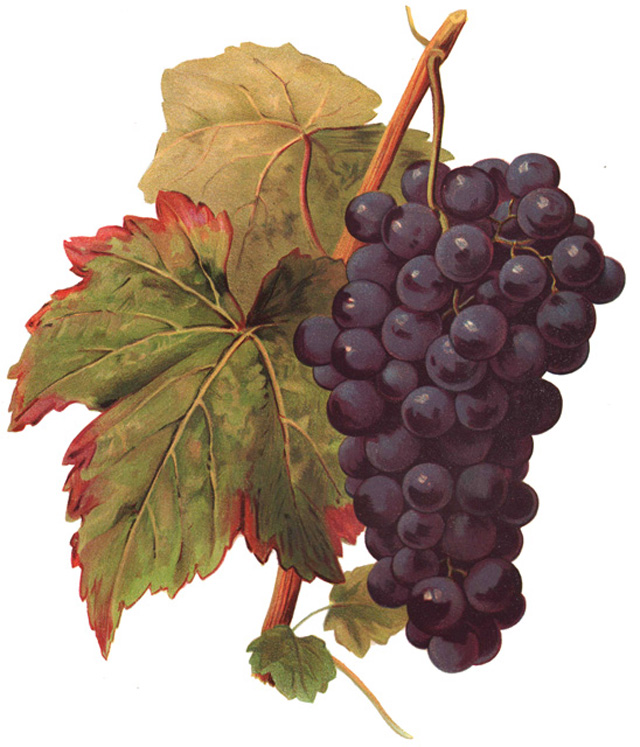
En la DAC Leithaberg la blaufränkisch es mezclada a menudo con la St. Laurent (en la foto)

En Austria la blaufränkisch es una variedad permitida en muchas zonas Districtus Austriae Controllatus (DAC) Los productores de Burgenland tienden a elaborar vinos de cuerpos ligeros y sin madera para la Mittleburgenland DAC Classic, mientras que elaboran vinos con más cuerpo y notas a roble como los Burgenland DAC Reserve.
En la DAC Eisnberg, del sur de Südburgenland, la uva crece en suelos ricos en hierro y tiende a producir un disintivo estilo varietal. En la DAC Leithaberg, situada en las colinas de caliza y pizarra del entorno de las Montañas Leitha. La blaufränkisch debe suponer, al menos, el 85% de la mezcla, estando las uvas St. Laurent, zweigelt o pinot noir, permitidas para completar la parte restante. En este clima más frío, las regiones vinícolas con blaufränkisch tienden a ser, como describió Robinson, "osado y elegante".
En Austria, blaufränkisch tienden a producir vinos con un color oscuro y aromas a frutas oscuras, notas con especies picantes y una acidez modera o alta. Dependiendo de donde se produce el vino puede ser sin madera o invirtiendo algo de tiempo para envejecerlo en barrica. El estilo sin madera tiende a tener un cuerpo más ligero que las versiones que tienen notas de roble, que tienden a tener más cuerpo.

## Otras regiones vinícolas europeas
En Alemania hay 1729 hectáreas de balufränkisch. Crece sobre todo en la región vinícola de Württemberg, en el entorno de la ciudad de Stuttgart. Ahí, donde la uva es conocida a menudo como blauer lemberger o blauer limberger, la uva tiende a dar un vino con un cuerpo más ligero con un nivel de taninos más bajo que el del estilo hecho tradicionalmente en Austria.
La blaufränkisch, conocida allí como frankovka, es la segunda uva tinta más plantada de la República Checa. Crece solo en las regiones vinícolas de Moravia debido a su maduración tardía. 
Al menos el 9% del viñedo total de Eslovaquia (1742 hectáreas) están plantadas con blaufränkisch. Allí la uva es más conocida como frankovka modra. En la ciudad de Bratislava, los productores del vino local celebran un festival anual del vino que saca a relucir los vinos frankovka modra de la región, así como ejemplos de vinos con blaufränkisch de todo el mundo.

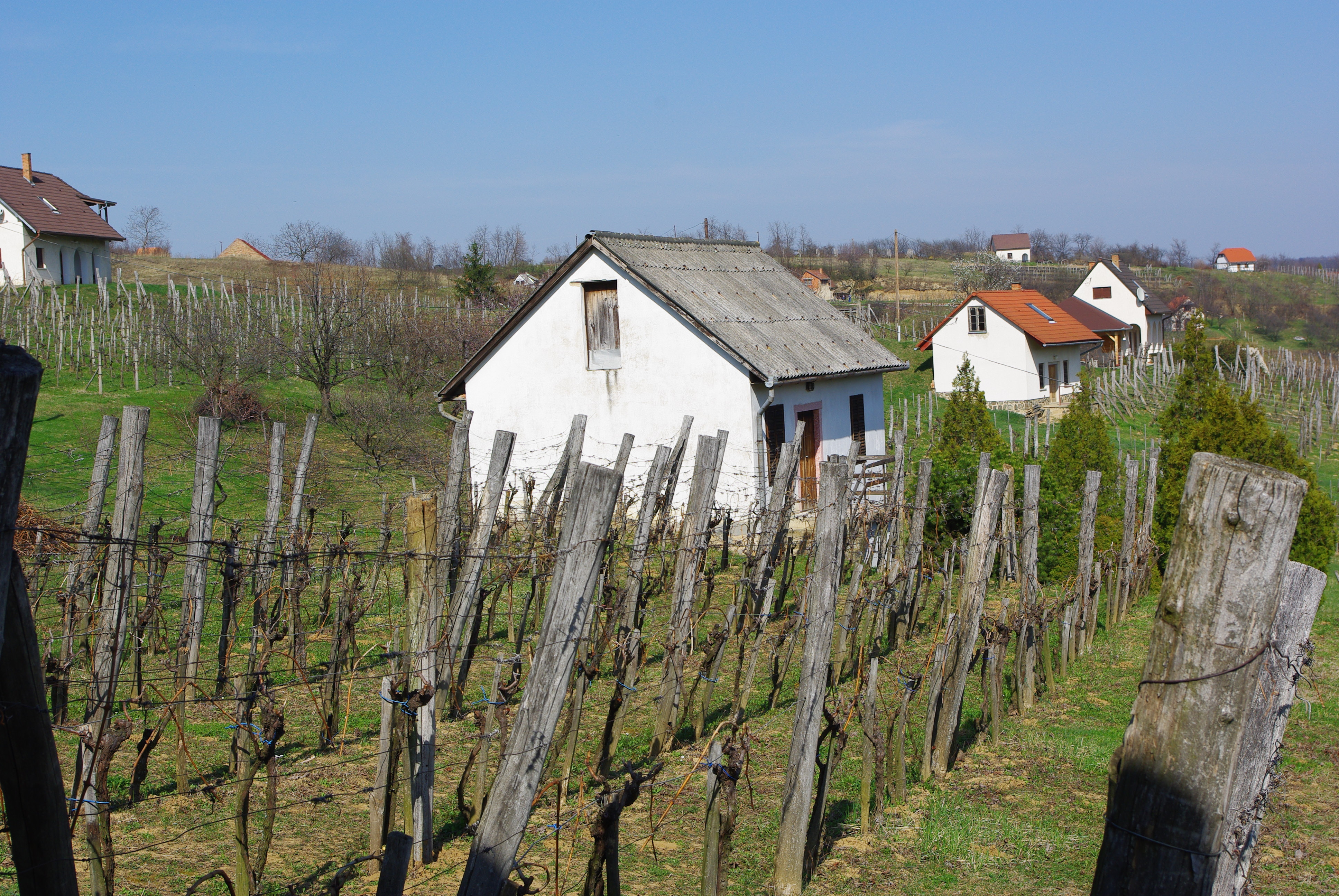
Vides de blaufränkisch/kékfrankos creciendo en la región de Mecseknádasd, al suroeste de Hungría.

En Hungría, la uva es conocida como kékfrankos y como nagyburgundi. Hay más de 8000 hectáreas de la variedad plantadas a través del país, sobre todo en los alrededores de Soporon, cerca de la frontera austríaca de Burgenland, y Eger y Kunság en el centro de Hungría. En la región de Eger, la kékfrankos ha reemplazado a la kardaka en algunas encarnaciones modernas del egri bikaver (sangre de toro).
La blaufrankisch es conocida como burgund mare en Rumanía, donde la mayoría de las 891 hectáreas de la variedad están localizadas en las regiones vitícolas del sur llamadas Ştefăneşti y Dealu Mare. En los últimos años, las plantaciones de la uva se han expandido hacia el este, en viñedos más cálidos cerca del mar Negro. 
En Bulgaria, durante muchos años se creía que las plantaciones de blaufränkisch, conocida allí como gamé, eran gamaay noir, que crece en el viñedo de Beaujolais, en Francia. No obstante, el ADN evidenció que era blaufränkisch.
En Croacia, cerca de las 880 hectáreas de blaufränkisch, conocida como frankovka, representan en torno al 2,7% de los viñedos del país. Se espera que este porcentaje aumente, porque se pensaba que muchas plantaciones eran de borgonja y ahora se está probando con el ADN que son blaufränkisch.
Muchas de las plantaciones croatas se encuentran en la región Kontinentalna Hrvatska (Croacia Continental), al noroeste del país, y en la península de Istria, a lo largo del mar Adriático.
En Serbia, algunas de las plantaciones de blaufränkisch se encuentran en la provincia de Vojvodina.
En Italia, la uva es conocida como franconia negra, con 127 hectáreas plantadas en las regiones vitícolas de Friuli-Venecia Julia , con las Denominaziones di origine controllata (DOCs) Friuli Isonzo y Friuli Latisana.
En España, pueden encontrarse algunas plantaciones experimentales de blaufränkisch en las regiones vinícolas de Málaga y las Sierras de Málaga, donde un descendiente de productores de vinos alemanes está haciendo vinos varietales bajo el sinónimo Lemberger.

## Regiones vinícolas en el Nuevo Mundo

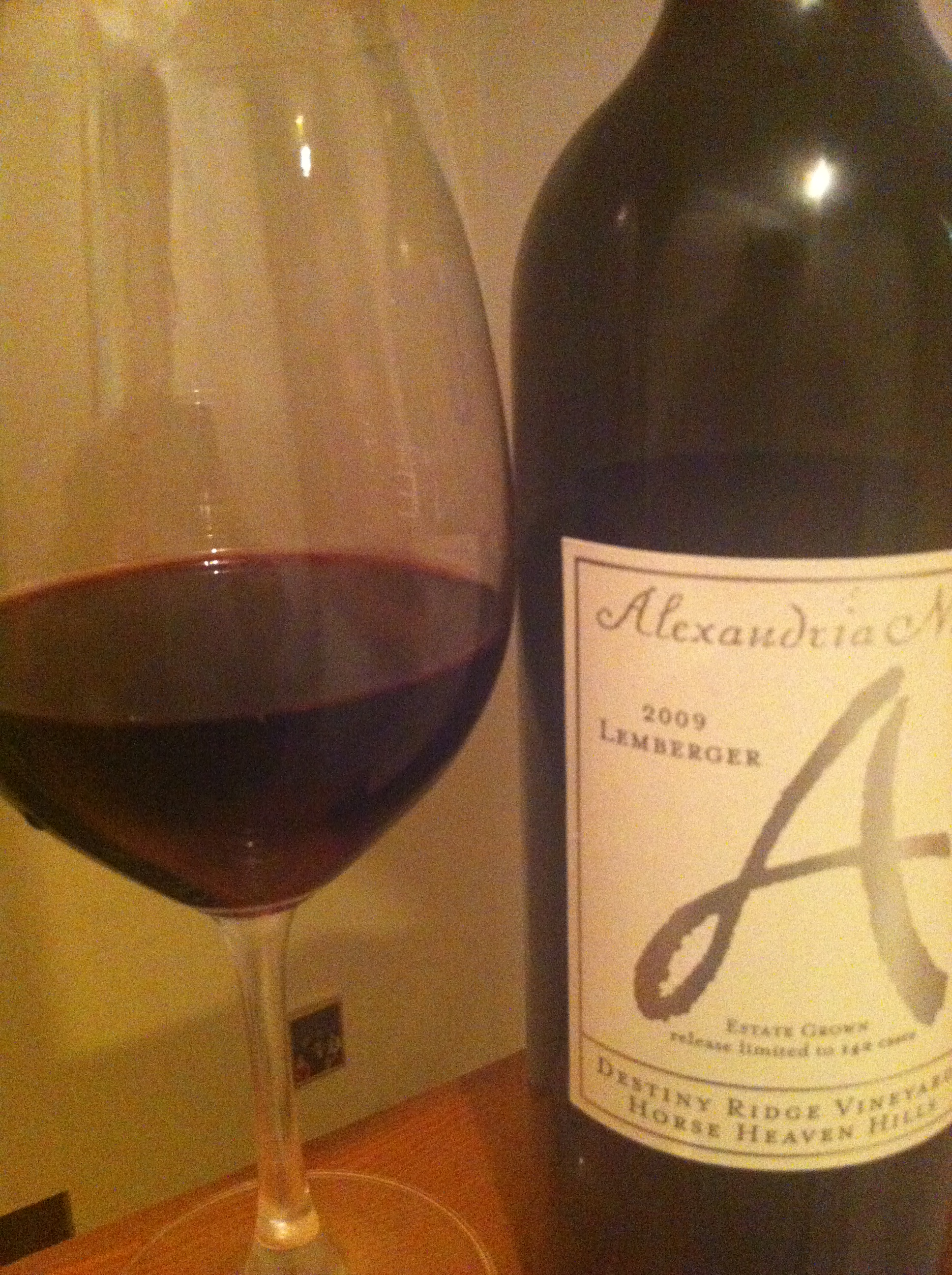
Vino lemberger del Estado de Washington.

En el Nuevo Mundo la blaufränkisch se encuentra en el vino australiano de las Adelaide Hills, donde en una misma zona, Hahndorf Hill, se ha estado cultivando esta variedad durante 20 años para hacer un vino de buen cuerpo. En Canadá hay algunas plantaciones de esta variedad en Otario, en la región del Niágara, en las regiones vinícolas de la isla de Vancouver y en el Okanagan Valley.
La uva puede encontrarse a lo largo y ancho de los Estados Unidos en los lagos Finger, el lago Cayuga, el río Hudson y en la AVA Long Island de Nueva York, donde es a menudo mezclada con cabernet franc, y en California (sobre todo en las AVA del Lodi y del Temecula Valley) y en Estado de Washington. En Pensilvania, los vinos varietales y mezclados se producen en las AVAs Lake Erie (que abarca Ohio y Nueva York) y Lehigh Valley. La AVA Snake River de Idaho cuenta con algunos acres de la vid. La blaufränkisch se ha hecho famosa recientemente en Nueva Jersey, especialmente en la AVA Outer Coastal Plain, convirtiéndose en una uva en auge para esta región. Además, se pueden encontrar plantaciones en Nuevo México, Virginia, Rhode Island, Maryland, Míchigan, Montana, Colorado y en la AVA del Sureste de Nueva Inglaterra.

### Lemberger de Washington

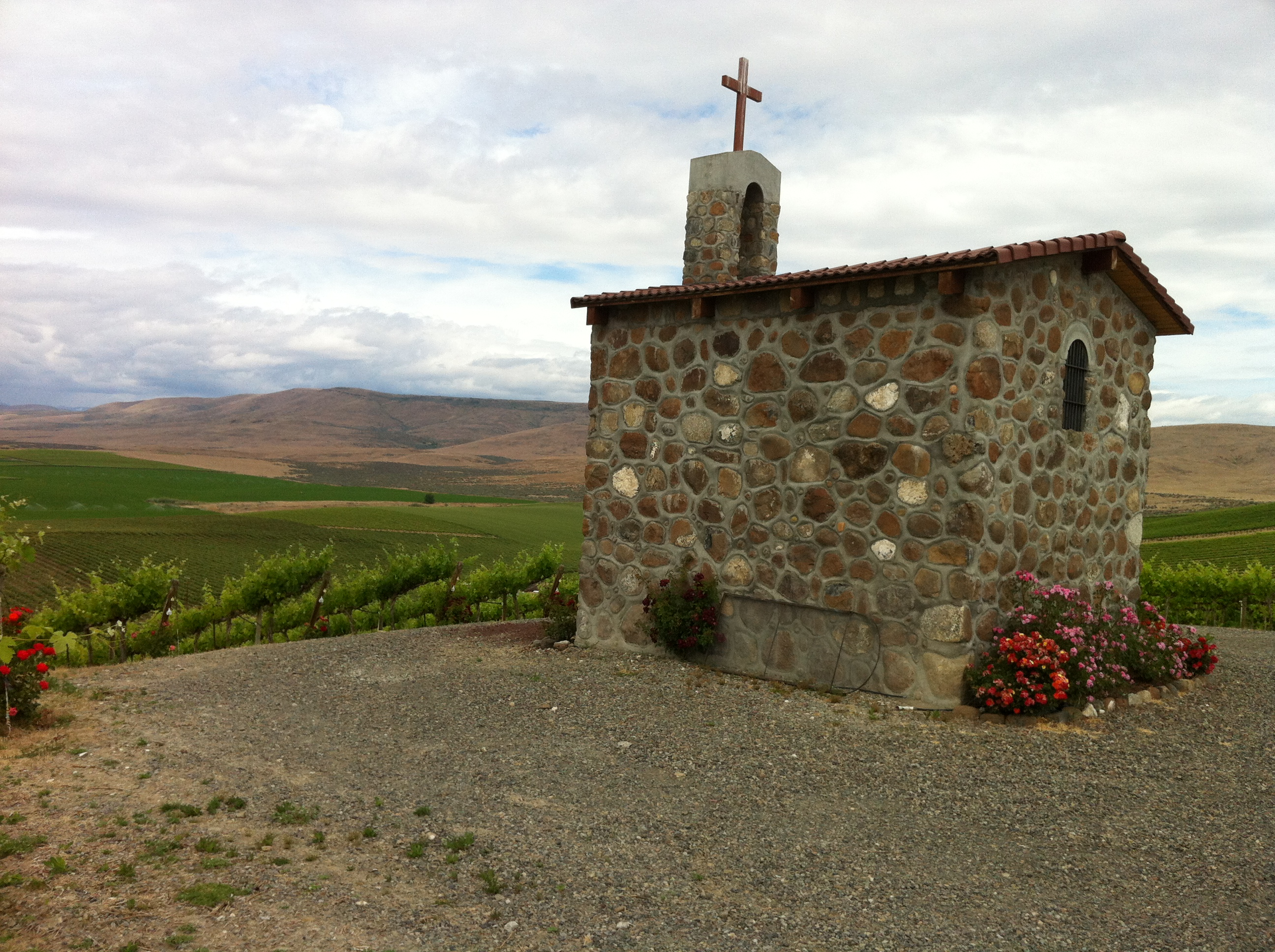
En comparación con el viñedo de Champoux, en las zonas de Horse Heaven Hills, y con el viñedo de Kiona de Red Mountain, el viñedo Red Willow del Yakima Valley (en la foto) tiene algunas de las vides de lemberger más antiguas del Estado de Washington.

La uva tiene una larga historia en el Estado de Washington, donde es conocida sobre todo como lemberger. Aquí la uva ha sido usada para producir una variedad de estilos que van desde las mezclas con cuerpo ligero estilo claret, de más cuerpo y más alcohólicas al estilo zinfadel, hasta el estilo de los vinos fortificados de Oporto. La uva era la favorita del Doctor Walter Clore, el padre del vino de Washington. El plantó la uva a través de la AVA Yakima Valley en los años 60 y 70.  En 1976, John Williams, del viñedo de Kiona, plantó en lo que ahora es la AVA Red Mountain unos pocos acres que pudieron ser usados en los años 80 para hacer el primer vino lemberger producido en Washington del mercado.
En 2011 hubo 30 hectáreas de la variedad plantada a través de la AVA Columbia Valley, incluyendo el viñedo Red Willow de la AVA Takima Valley, el viñedo Champux (que con Kiona y Red Willow tinen algunas de las vides más antiguas de lemberger del estado) y el viñedo Destiny Ridge en la AVA Horse Heaven Hills, con plantaciones adicionales en las AVAs Rattlesnaje Hills y Columbia Gorge.
A pesar de la historia de la uva, los productores del vino tienen dificultades para comercializarlo debido a la asociación del lemberger con un queso oloroso con un nombre similar. Algunos productores, han tomado ejemplo del productor de California Jed Steele quien, en colaboración con Chateau Ste. Michelle, hizo un vino de blaufränkish de Washington llamado blue franc para evitar el uso de los nombres lemberger o balufränkisch que no tienen gancho entre los consumidores.
De acuerdo con el experto en vino Paul Gregutt, los lemberger de Washington se caracterizan por un color rjo sangriento con ligeros aromas a especias picantes y sabores a frutos maduros.

## Vinos y acompañamientos de comidas

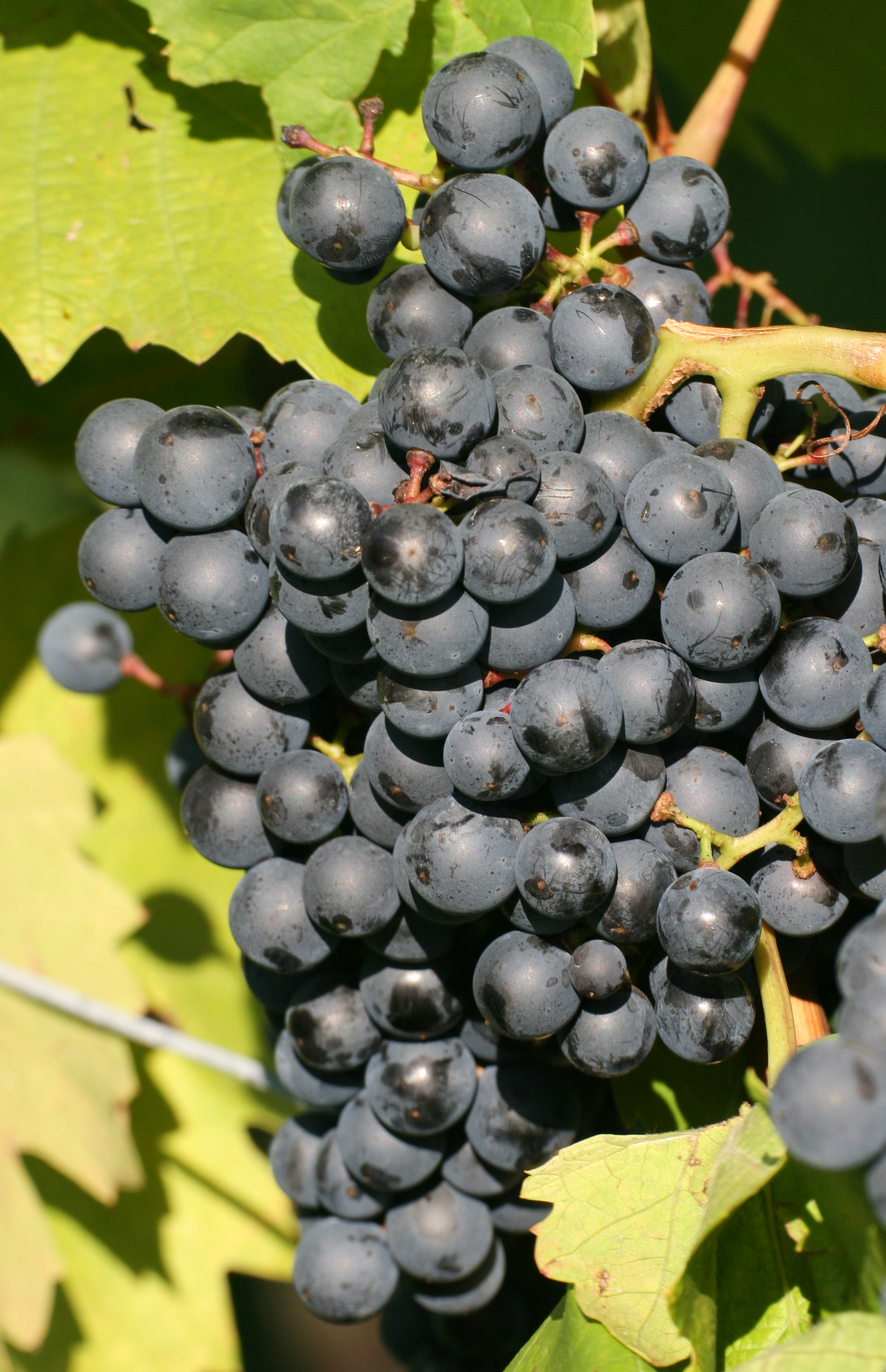
Los vinos hechos de blaufränkisch se caracterizan a menudo por sabores a frutos y notas a especias picantes.

Los vinos de blaufränkisch tienen aromas a cerezas maduras y oscuras, son picantes, tienen contenidos medios de taninos y algunas veces tienen muy buena acidez. Los vinos jóvenes son profundamente afrutados y se converten en más aterciopelados, flexibles y complejos con la edad.
De acuerdo con el experto en vino Oz Clarke, los buenos ejemplos de vino blaufränkisch tienen notas de rosela roja y mora. La uva tiene potencial para tener un alto nivel de taninos y de acidez que puede ser moderado con medidas durante la cosecha y con el envejcimiento en barrica de roble. En cualquier caso, Clarke apunta que los vinos de blaufränkisch pueden tomar demasiado sabor a roble. Cuando se mezcla con otras variedades, la balufränkisch a menudo contribuye a la acidez y a la estructura de la mezcla.
En compañía de comidas, los vinos de blaufränkisch/lemberger a menudo acompañan a platos de cordero y carnes a la parrilla.

## Relación con otras variedades
Se creyó que la blaufränkisch era una mutación de la uva gamay de Beaujolais, debido, en parte, a la prevalencia del sinónimo gamé usado en Bulgaria, y, quizás, porque se pensaba que había relación de parentesco entre ambas. En cualquier caso, en el siglo XXI el análisis de su ADN evidenció que la blaufränkisch era descendiente de la gouais blanc y de otra uva desconocida, lo que la convertía en medio-hermana de la gamay, al igual que otras variedades que tienen como padre la gouais blanc, como son la chardonnay, riesling, elbling, aramon noir, grolleau noir, moscatel y colombard.

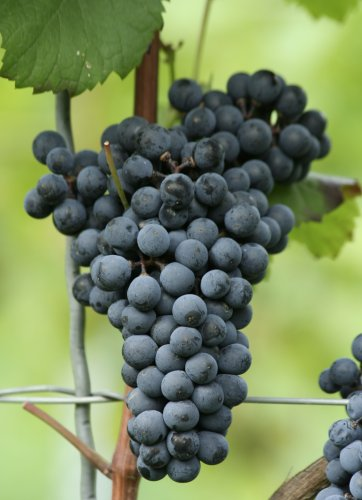
En Alemania, la blaufränkisch fue cruzada con la cabernet sauvignon para producir cabernet mitos (en la fotografía).

La blaufränkisch es la madre de la zweigelt, la variedad de uva tinta más plantada en Austria, fruto de un cruce de esta con la Saint Laurent (también conocida como Sankt Laurent) realizado en 1922 por el doctor Fritz Zweigelt en el centro de investigación de Klosterneuburg de Viena. El doctor Zweigelt también cruzó la baufränkisch con la blauer portugieser para producir la blauburger, y August Herold usó el mismo método para producir la heroldrebe en 1929 en el centro de investigación de Baden-Wurttemberg. También en Weinsberg, la blaufränkisch se cruzó con la dornfelder para producir la acolon, y con la cabernet sauvignon para producir la cabernet cubin y la cabernet mitos en 1970.
En 1951, investigadores de la universidad Szent István de Hungría cruzaron la blaufränkisch con la kardarka para producir la rubintos. Dos años más tarde cruzaron la uva con la muscat bouschet (una descendiente de la petit bouschet), para producir la magyarfrankos.
En 1986 la blaufränkisch se cruzó con la regent en el centro de investigación de Geilweilerhof para producir la reberger.

## Sinónimos
A lo largo de los años, la blaufränkisch se ha conocido bajo una gran variedad de sinónimos, incluyendo blanc doux, blau fränkisch, blau fränkische, blauer limberger (Alemania), blaufränkische, blaufranchis, blaufranchisch, blue french, borgonja (Croacria), burgund mare (Rumanía), cerne skalicke, cerne starosvetske, cerny muskatel, chirokolistny, cierny zierfandler, crna frankovka (Croacia), crna moravka, fernon, fränkische, fränkische schwarz, franconia (Italia), franconia near (Italia), franconia nero, franconien bleu, franconien noir, frankinja, frankinja modra, frankovka (Croacia, Serbia, República Checa), frankovka cerna, frankovka crna (Eslovenia), frankovka modra (Eslovaquia), imbergher, jubiläumsrebe, gamay noire, gamé (Bulgaria), karmazin, kék Frankos, kékfrank, kékfrankos (Hungría), lampart, lemberger (Alemania y Estados Unidos), limberg, limberger (Alemania), limberger blauer, limberger noir, limburske, maehrische, modra frankija, modra frankinja, modry hyblink, moravka, moravske, muskateller schwarz, nagy burgundi, nagyburgundi (Hungría), neskorak, neskore, neskore cierne, noir de franconie, oporto (Eslovaquia), orna frankovka, portugais lerouse, portugais rouge, portugieser rother, pozdni, pozdni skalicke cerne, schwarz limberger, schwarze fraenkische, schwarzer burgunder, schwarzgrobe, serina, shirokolistnyi, sirokolidtnyj, sirokolstnii, skalicke cerne, starovetsky hrozen, sura liscina (Serbia), szeleslevelü, teltfürtü kékfrankos, vaghyburgundi, velke bugundske y vojvodin.